# Tuchyně
Tuchyně (Duits: Tuchin) is een Tsjechische plaats in de gemeente Netvořice, regio Midden-Bohemen, en maakt deel uit van het district Benešov. Het dorp ligt op 2 kilometer afstand van Netvořice.
Tuchyně telt 18 inwoners (2021).

## Geschiedenis
De eerste schriftelijke vermelding van het dorp dateert van 1318.
Tijdens de Tweede Wereldoorlog maakte Tuchyně deel uit van het oefenterrein van de SS Benešov. Als gevolg daarvan moesten inwoners op 15 september 1942 noodgedwongen hun huizen verlaten. Sinds 1949 is Tuchyně, samen met Netvořice, volledig ondergebracht bij het district Benešov.

## Verkeer en vervoer

### Autowegen
Er leidt een regionale weg naar het dorp.

### Spoorlijnen
Er is geen station in Tuchyně. Het dichtstbijzijnde station is in Krhanice, op zo'n 8,5 kilometer afstand. Dat station ligt aan spoorlijn 210 Praag - Vrané nad Vltavou - Čerčany/Dobříš.

### Buslijnen
Er is één bushalte in het dorp:
| Halte                       | Lijn(en) | Traject(en)                               | Vervoerder(s)            |
| --------------------------- | -------- | ----------------------------------------- | ------------------------ |
| Netvořice, Tuchyně, Rozchod | 332 753  | Budějovická - Neveklov Benešov - Neveklov | Arriva City CŠAD Benešov |

## Galerij

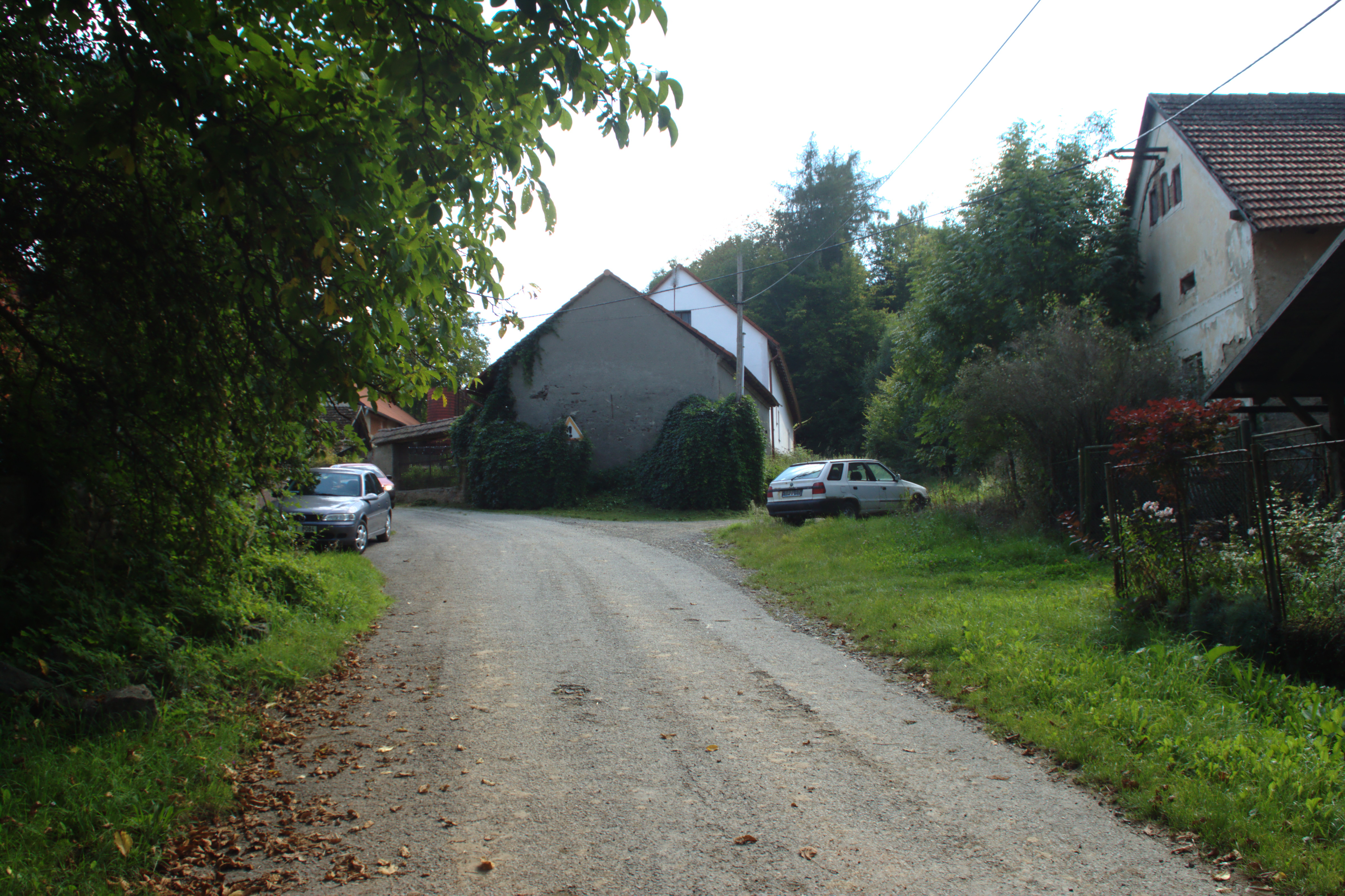
Huizen in het dorp (2014)
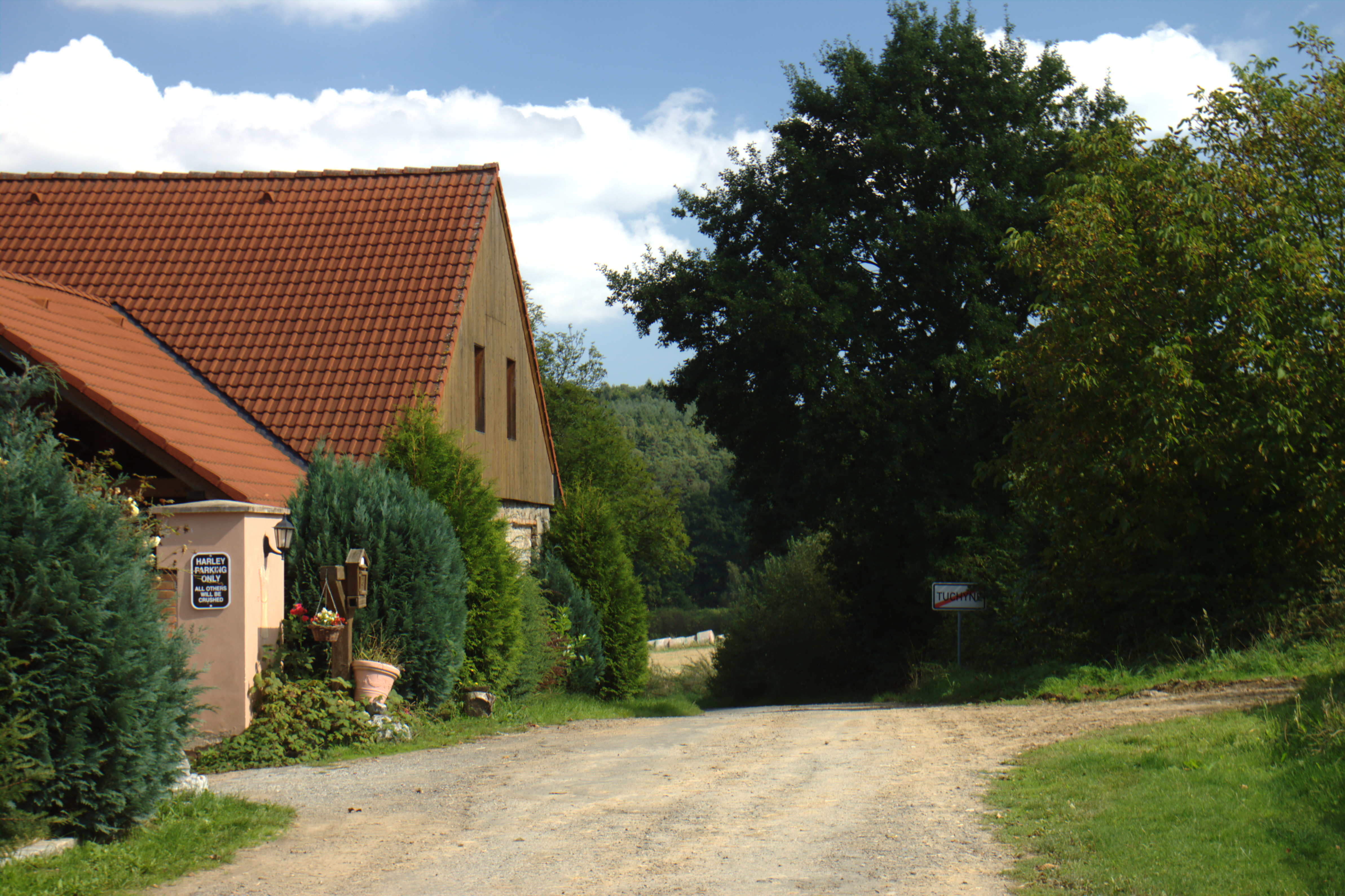
Huis in het dorp (2014)